# Stora Hammar
För andra betydelser, se Stora Hammar (olika betydelser).
Stora Hammar är den äldre kyrkbyn i Stora Hammars socken i Vellinge kommun. Bebyggelsen är koncentrerad längs med en bygata som är en tvärgata till landsvägen mellan Höllviken och Södra Håslöv. Byns kyrka, Stora Hammars gamla kyrka, ligger i bygatans sydöstra hörn. Detta system är bevarat sedan åtminstone 1800-talet, då en karta från 1817 ger ungefär samma upplägg av byn som idag. Söder om byn ligger en holländaremölla från 1868.